# Nothing (empresa)
A Nothing Technology Limited (ou simplesmente Nothing, estilizado como NOTHING) (em inglês, nada) é uma empresa britânica de eletrônicos focada em smartphones e fones de ouvido, com sede em Londres. Foi fundada por Carl Pei, o co-fundador da empresa chinesa de eletrônicos OnePlus. A empresa foi criada como uma alternativa que oferecesse produtos eletrônicos baseados na transparência e no design diferenciado e arrojado, o que motiva o seu nome. Seus aparelhos geralmente apresentam um conceito exótico e futurista, parte da estratégia da marca, e utilizam o Nothing OS, uma interface desenvolvida pela empresa para o sistema Android.

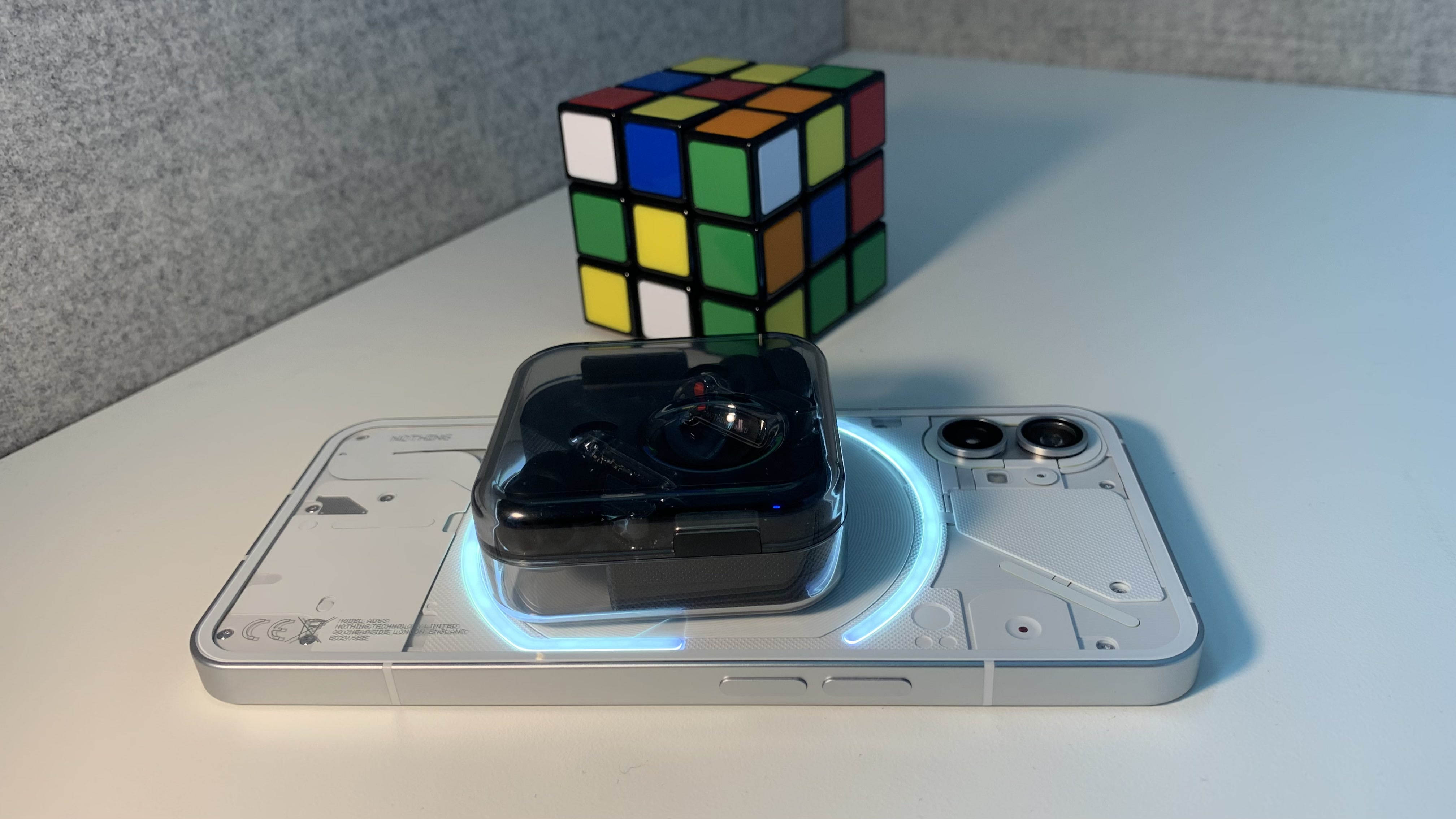
Primeira versão do Nothing Phone carregando fones de ouvido da marca, por meio da função de carregamento reverso por indução.